# تاتارهای بارابا
تاتارهای بارابا (انگلیسی: Baraba Tatars) یک زیرگروه از تاتارهای سیبری هستند و حدود ۸ هزارنفر جمعیت دارند. زبان ترکی این افراد در حال انقراض و نابودی کامل قرار دارد.